# Segunda División 1978/79
Die Segunda División 1978/79 war die 48. Spielzeit der zweithöchsten spanischen Fußballliga. Sie begann am 3. September 1978 und endete am 10. Juni 1979. Meister wurde AD Almería.

## Vor der Saison
Die 20 Mannschaften trafen an 38 Spieltagen jeweils zweimal aufeinander. Die drei besten Mannschaften stiegen in die Primera División auf. Die letzten vier Vereine stiegen ab.
Als Absteiger aus der Primera División nahmen Betis Sevilla, FC Elche und FC Cádiz teil. Aus der Segunda División B kamen Algeciras CF, AD Almería, Castilla CF und Racing de Ferrol.

## Abschlusstabelle
| Pl. | Verein               | Sp. | S  | U  | N  | Tore    | Diff. | Punkte |
| --- | -------------------- | --- | -- | -- | -- | ------- | ----- | ------ |
| 1.  | AD Almería (N)       | 38  | 21 | 5  | 12 | 062:440 | +18   | 47:29  |
| 2.  | CD Málaga            | 38  | 19 | 9  | 10 | 047:270 | +20   | 47:29  |
| 3.  | Betis Sevilla (A)    | 38  | 18 | 10 | 10 | 058:350 | +23   | 46:30  |
| 4.  | Real Valladolid      | 38  | 20 | 6  | 12 | 047:320 | +15   | 46:30  |
| 5.  | FC Elche (A)         | 38  | 16 | 13 | 9  | 050:310 | +19   | 45:31  |
| 6.  | FC Granada           | 38  | 16 | 12 | 10 | 046:340 | +12   | 44:32  |
| 7.  | Castilla CF (N)      | 38  | 18 | 6  | 14 | 055:450 | +10   | 42:34  |
| 8.  | FC Cádiz (A)         | 38  | 15 | 11 | 12 | 052:470 | +5    | 41:35  |
| 9.  | Deportivo Alavés     | 38  | 15 | 10 | 13 | 045:310 | +14   | 40:36  |
| 10. | Getafe Deportivo     | 38  | 17 | 6  | 15 | 057:560 | +1    | 40:36  |
| 11. | CD Castellón         | 38  | 12 | 14 | 12 | 048:430 | +5    | 38:38  |
| 12. | CE Sabadell          | 38  | 12 | 13 | 13 | 050:490 | +1    | 37:39  |
| 13. | CA Osasuna           | 38  | 15 | 7  | 16 | 051:510 | ±0    | 37:39  |
| 14. | Real Murcia          | 38  | 12 | 11 | 15 | 035:520 | −17   | 35:41  |
| 15. | Deportivo La Coruña  | 38  | 13 | 9  | 16 | 043:450 | −2    | 35:41  |
| 16. | Algeciras CF (N)     | 38  | 13 | 8  | 17 | 040:530 | −13   | 34:42  |
| 17. | Real Jaén            | 38  | 12 | 10 | 16 | 041:550 | −14   | 34:42  |
| 18. | FC Terrassa          | 38  | 9  | 11 | 18 | 034:510 | −17   | 29:47  |
| 19. | FC Barakaldo         | 38  | 10 | 8  | 20 | 031:530 | −22   | 28:48  |
| 20. | Racing de Ferrol (N) | 38  | 4  | 7  | 27 | 022:800 | −58   | 15:61  |

Platzierungskriterien: 1. Punkte – 2. Direkter Vergleich (Punkte, Tordifferenz, geschossene Tore) – 3. Tordifferenz – 4. geschossene Tore

| (A) | Absteiger der Saison 1977/78         |
| (N) | Neuaufsteiger der Segunda División B |

## Nach der Saison
Aufsteiger in die Primera División
- 01. – AD Almería
- 02. – CD Málaga
- 03. – Betis Sevilla

 Absteiger in die Segunda División B
- 17. – Real Jaén
- 18. – FC Terrassa
- 19. – FC Barakaldo
- 20. – Racing de Ferrol

 Absteiger aus der Primera División
- Celta Vigo
- Racing Santander
- Recreativo Huelva

 Aufsteiger in die Segunda División
- Gimnàstic de Tarragona
- UD Levante
- Real Oviedo
- Palencia CF